# Odvan
Odvan Gomes Silva, plus connu sous le nom d'Odvan (né le 26 mars 1974 à Campos dos Goytacazes dans l'État de Rio de Janeiro) est un joueur de football international brésilien, qui évoluait au poste de défenseur.

## Biographie

### Carrière en sélection
Avec l'équipe du Brésil, il dispute 12 matchs (pour aucun but inscrit) entre 1998 et 1999. Il figure notamment dans le groupe des sélectionnés lors de la Copa América de 1999.
Il participe également à la Coupe des confédérations de 1999, disputant 4 matchs dont la finale.

## Palmarès
| Vasco da Gama \| - Championnat du Brésil (2) : - Champion : 1997 et 2000. - Championnat de Rio de Janeiro (1) : - Champion : 1998. \| \| - Copa Libertadores (1) : - Vainqueur : 1998. - Copa Mercosur (1) : - Vainqueur : 1998. - Championnat du monde des clubs : - Finaliste : 2000. \| |  | Brésil - Copa América (1) : - Vainqueur : 1999. - Coupe des confédérations : - Finaliste : 1999.                                               |
| - Championnat du Brésil (2) : - Champion : 1997 et 2000. - Championnat de Rio de Janeiro (1) : - Champion : 1998. |  | - Copa Libertadores (1) : - Vainqueur : 1998. - Copa Mercosur (1) : - Vainqueur : 1998. - Championnat du monde des clubs : - Finaliste : 2000. |